# Lydia Benecke
Lydia Benecke (ur. w 1982 w Bytomiu jako E. Wawrzyniak) – niemiecka psycholog kryminalna.

## Życiorys
Do Niemiec wyjechała w wieku 4 lat wraz z matką. Maturę uzyskała w Janusz-Korczak-Gesamtschule w Bottrop. Studia w zakresie psychologii, psychopatii i forensyki na Ruhr-Universität Bochum ukończyła na poziomie magisterskim w 2009 r.
W swojej pracy badawczej skupia się na tematyce parafilii. Prowadzi także terapię przestępców seksualnych w więzieniach i pracuje w przychodni dla osób z zaburzeniami seksualnymi.
Jest autorką szeregu publikacji szerzących wiedzę na tematy, którymi się zajmuje (pisze m.in. dla czołowego niemieckiego czasopisma sadomasochistycznego). Gości też jako ekspertka w dziedzinie psychologii w różnych programach telewizyjnych, m.in. w TV total, „Markus Lanz”, czy w filmie dokumentalnym ZDF – „Dracula lebt!”.
Była żoną biologa kryminalnego Marka Benecke. Obecnie mieszka w Kolonii.

## Publikacje
- Vampire unter uns! cz. 1, (2009)
- Vampire unter uns! cz. 2, (2010)
- Das Benecke-Universum. (2011)
- Aus der Dunkelkammer des Bösen. Neue Berichte vom bekanntesten Kriminalbiologen der Welt. (2011)
- Auf dünnem Eis. Die Psychologie des Bösen. (2013)
- Sadisten. Tödliche Liebe – Geschichten aus dem wahren Leben. (2015)
- Psychopathinnen: Die Psychologie des weiblichen Bösen. (2018)